# Nationaal park Miguasha
Het nationaal park Miguasha (Frans: Parc national de Miguasha) is een nationaal park in de buurt van Carleton-sur-Mer op de Gaspésie van Quebec in Canada.
Het paleontologische gebied van Miguasha dateert uit de Devoonperiode. De fossiele site werd voor het eerst ontdekt in 1842, door Abraham Gesner (1797-1864), een geoloog, arts en een pionier in de aardolie-industrie. Het park werd in 1985 door de regering van Quebec gerestaureerd, waarna het in 1999 (23e sessie van de Commissie voor het Werelderfgoed) werd aangewezen als werelderfgoed, als erkenning voor zijn rijkdom aan fossielen. Het park geeft een cruciaal beeld van de evolutie van het leven op aarde - veel fossiele exemplaren van voornamelijk vissen zijn hier gevonden. Het parkmuseum heeft een collectie van meer dan 9.000 exemplaren van fossiele vissen en planten.